# 林利霏
林利霏（英語：Gina Lim，1977年10月4日—），2001年演出《麻辣鮮師》時，以「Gina」一角獲知名度，後於舞臺劇與中國大陸戲劇持續演出。

## 戲劇演出

### 電視劇
| 年份   | 頻道                   | 劇名                    | 飾演                       |
| 2001年 | 華視                   | 麻辣鮮師                | Gina（吉娜）               |
| 2001年 | 華視                   | 橘子醬男孩              | 亞梨實                     |
| 2002年 | 八大綜合台             | 新不了情                | 沈薇恩                     |
| 2002年 | 中視                   | 麻辣高校生              | 吉娜(Gina)                 |
| 2003年 | 東森戲劇台             | 王牌天使                | 康佳倩                     |
| 2004年 | 八大綜合台             | 火線任務                | 鄭芸                       |
| 2005年 | 八大綜合台             | 惡靈05                  | 黃千琦                     |
| 2005年 | 公視                   | 再見，忠貞二村          | 呂靜雯                     |
| 2006年 | 緯來綜合台             | 我的兒子是老大          | 艾蜜莉                     |
| 2006年 | 衛視中文台             | 驚異傳奇-第六個人的願望 | 小美                       |
| 2006年 | 華視                   | 剪刀石頭布              | 楊嘉珊                     |
| 2007年 | 中視、八大綜合台       | 18禁不禁                | 白老師                     |
| 2007年 | 華視、八大戲劇台       | 至尊玻璃鞋              | 鐵大姐                     |
| 2008年 | 民視                   | 原來我不帥              | 勇哥                       |
| 2008年 | 中視                   | 牽牛花開的日子          | 蘇菲                       |
| 2009年 | 華視                   | 魔女18號                | 孟婉琳、Jennifer（珍妮佛） |
| 2009年 | 中視                   | 青梅竹馬                | 唐可歆                     |
| 2010年 | 中視                   | 妻子們的戰爭            | 范筱薇                     |
| 2011年 | 大愛電視台             | 丘醫師的願望            | 曾倫娜                     |
| 2012年 | 大愛電視台             | 陽光總在風雨後          | 施玉玲                     |
| 2012年 | 大愛電視台             | 家有五寶                | 王韻蘭                     |
| 2012年 | 台視                   | 花是愛                  | 藍鈞                       |
| 2013年 | 台視                   | 遇見幸福300天           | 小妖姬                     |
| 2013年 | 壹綜合                 | 惡男日記                | Amy（艾咪）                |
| 2013年 | 台視                   | 結婚，好嗎？            | 許舒凡                     |
| 2013年 | 三立都會台             | 有愛一家人              | 尹家慧                     |
| 2014年 | 樂視                   | 光環之後                | 喬姐                       |
| 2014年 | 台視                   | 威廉王子                | 萬小晴                     |
| 2014年 | 中視                   | 勇敢說出我愛你          | 倪玉恆                     |
| 2014年 | 大愛電視台             | 情牽萬里                | 朱華                       |
| 2014年 | 樂視                   | 天后之征                | 喬姐                       |
| 2015年 | 民視                   | 星座愛情水瓶女          | 白莉絲                     |
| 2016年 | 中視                   | 飛刀又見飛刀            | 李丹                       |
| 2016年 | 三立都會台             | 後菜鳥的燦爛時代        | 蔡董事長的秘書             |
| 2016年 | 客家電視台             | 明天一起去樂園          | Winnie                     |
| 2017年 | 中視                   | 櫻桃小丸子              | 花輪的媽媽                 |
| 2022年 | TVBS歡樂台             | 機智校園生活-必勝高三生 | 董書淇                     |
| 2022年 | TVBS歡樂台             | 機智校園生活-青春向前衝 | 董書淇                     |
| 2023年 | friDay影音、Hami Video | 火星上的維納斯          | 美滿、敘菌                 |
| 2025年 | GOOD TV                | 幸福宅一起              |                            |

### 電影
| 年份   | 片名             | 飾演角色     | 導演   |
| 2003年 | 《空手道少女組》 | 客串         | 王毓雅 |
| 2016年 | 《神廚》         | 姜夫人       | 馮凱   |
| 2016年 | 《大顯神威》     | 梁太太(中年) | 辛季澧 |

### 舞台劇
2015年《我家老婆上錯床》果陀劇場

### MV演出
| 年份   | 歌曲       | 演唱者 | 收錄專輯                        |
| 2003年 | 《我的錯》 | B.A.D. | 夢的起點 （页面存档备份，存于） |
| 2011年 | 《壞壞壞》 | 紀佳松 | 魚人                            |

## 主持
- 超級小英雄（超視）[1]
- 發現地中海（亞洲衛星電視）
- 理亞科技產品發表會
- BMW ACTIVE HYBRID 新車發表會
- LA MODEL NEWS（TVBS）
- 星聞報告（香港STAR電視«V»）
- CEST LA VIE LIVE SHOW（«V»）

## 廣告
- IBS牛仔褲
- New Power踢踏鞋
- 封神
- ubonnie嘉沛妮面膜
- payeasy«有一種結束，叫開始»

## 專輯
- 2002年 麻辣鮮師《青春真偉大、換季、夏之戀》

## 外部連結
- 林利霏 Gina Lim的Facebook專頁
- 林利霏的Instagram帳戶
- Gina林利霏的新浪微博
- 林利霏在香港影庫上的簡介